# Daihatsu Tanto
Der Daihatsu Tanto ist ein Kei-Car-Minivan, der seit 2003 gebaut wird. Der Name Tanto kommt aus dem Italienischen und bedeutet übersetzt „viel“ oder „sehr“. Grundsätzlich hat der Wagen Frontantrieb, wird wahlweise aber auch mit Allradantrieb angeboten. In der ersten Generation war ein 3-, später 4-Gang-Automatikgetriebe serienmäßig, in der aktuellen Version ist es ein CVT-Getriebe.

## Daihatsu Tanto L375S/L385S (2007–2013)
Aufgrund der Beteiligung der Daihatsu-Mutterfirma Toyota an Subaru wurde der Tanto ab April 2010 auch als Subaru Lucra (lukrativ) gebaut.

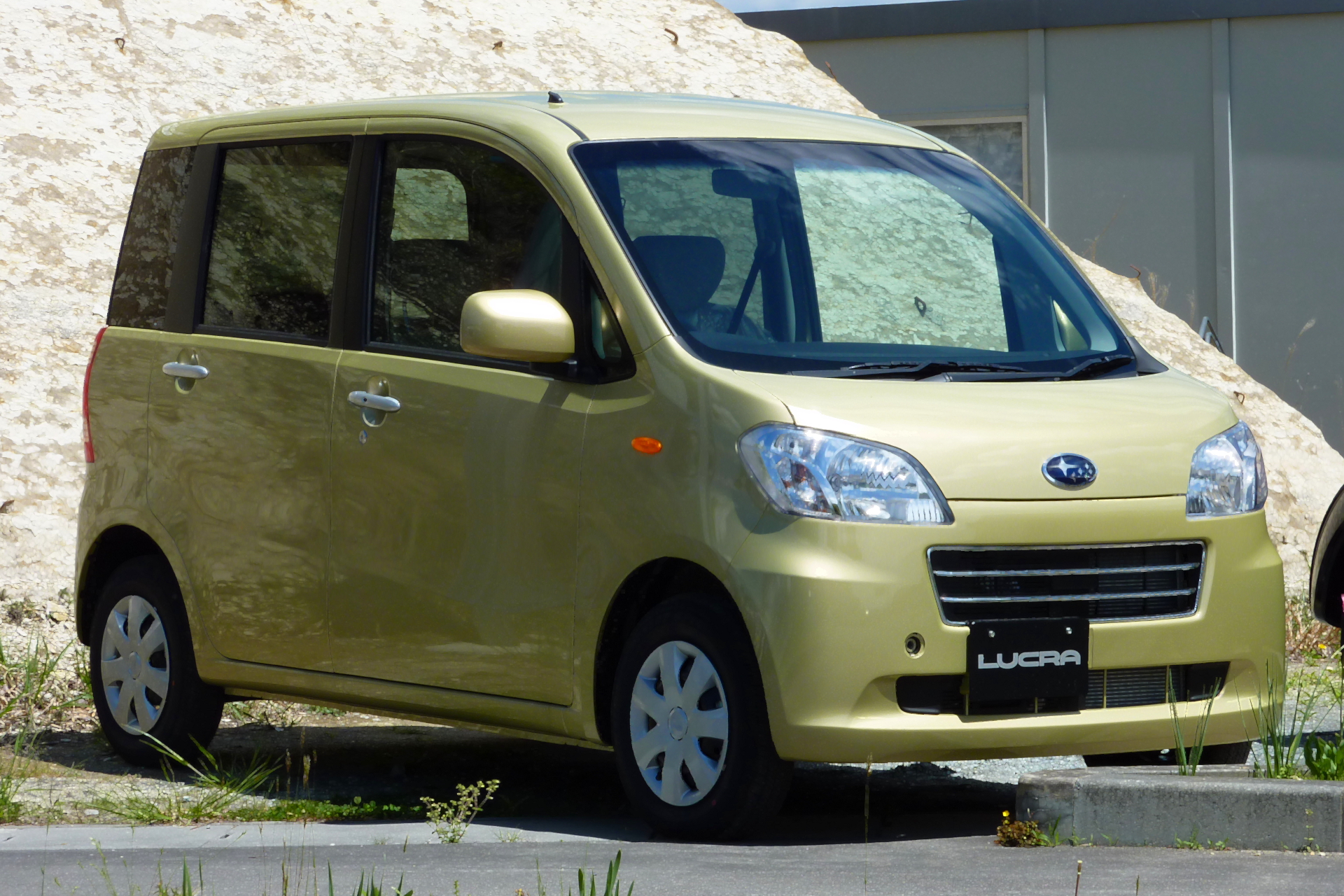
Subaru Lucra

## Daihatsu Tanto LA600 (2013–2019)
Die dritte Generation wurde zwischen 2013 und 2019 verkauft. Die Version von Subaru wurde ab 2016 als Subaru Chiffon verkauft.

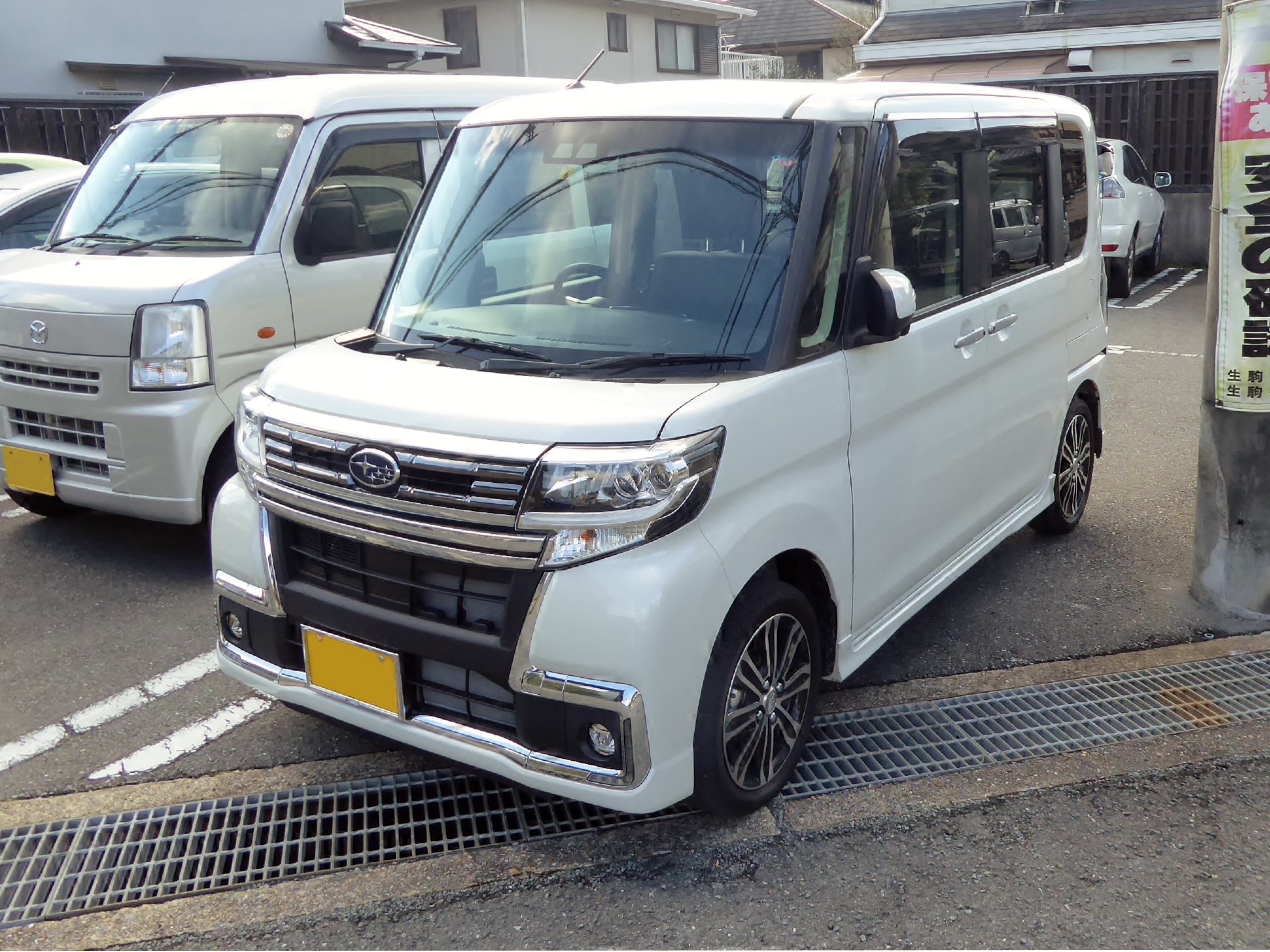
Subaru Chiffon

## Daihatsu Tanto (seit 2019)
Im Juli 2019 wurde eine neue Generation des Daihatsu Tanto und des Subaru Chiffon eingeführt.

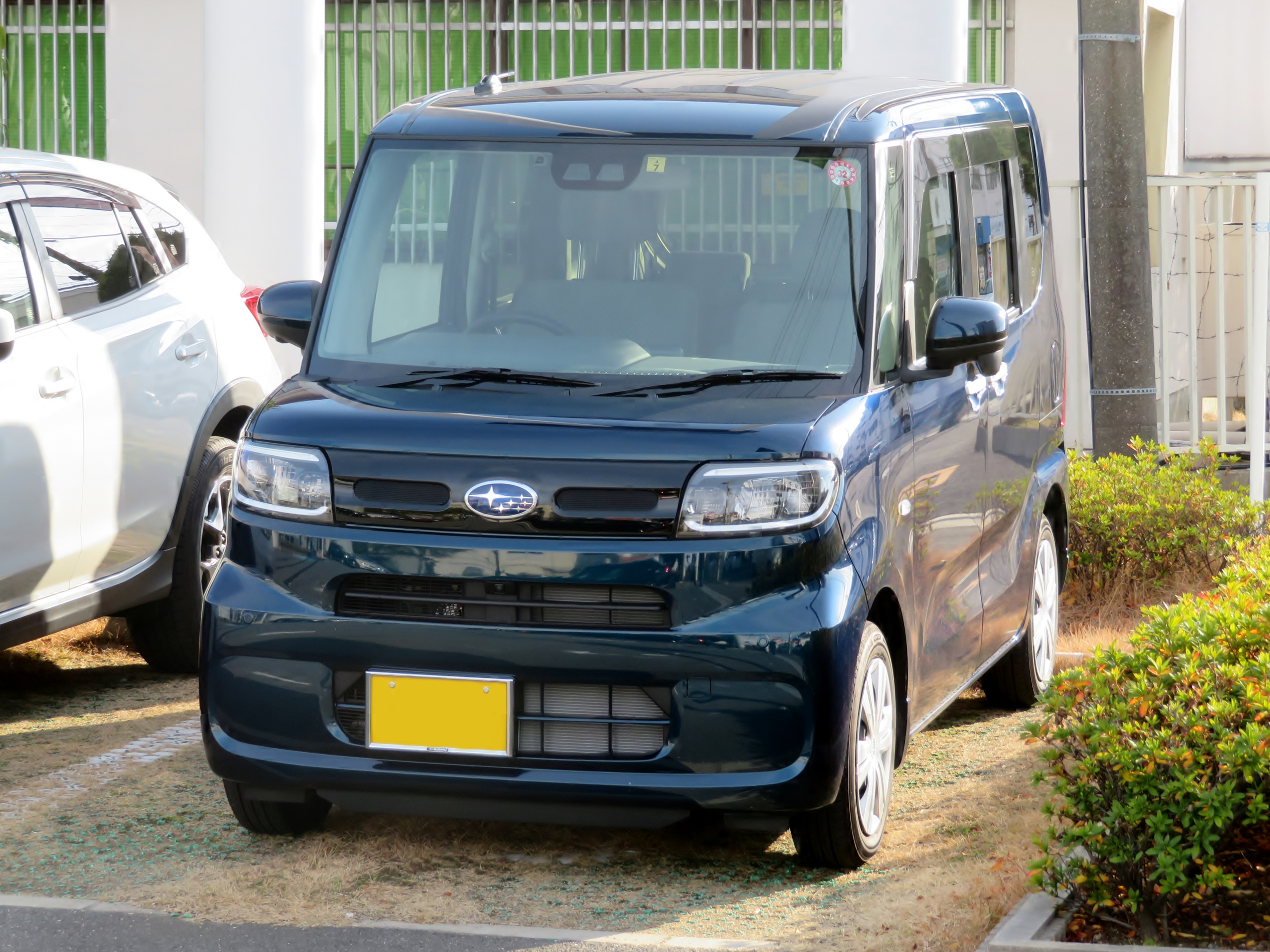
Subaru Chiffon